# Brunejski dolar
Brunejski dolar, ISO 4217: BND je službeno sredstvo plaćanja u Bruneju. Označava se simbolom  B$ a dijeli se na 100 centi.
Brunejski dolar je uveden 1967. godine, kada je zamijenio dolar Malaje i Britanskog Bornea, i to u omjeru 1:1.
U optjecaju su kovanice od 1, 5, 10, 20, 50 centi, i novčanice od 1, 5, 10, 20, 25, 50, 100, 500, 1000 i 10.000 dolara.
Zahvaljujući sporazumu singapurskih i brunejskih vlasti, brunejski dolar se može koristiti i u Singapuru, tako da se u singapurskim trgovinama primaju i brunejski i singapurski dolari u omjeru 1:1.